# Dreiband-Europameisterschaft für Nationalmannschaften 1992

Logo CEB (ausrichtender Verband)

Die Dreiband-Europameisterschaft für Nationalmannschaften 1992 war die 5. Auflage dieses Turniers, dass in der Billardvariante Dreiband ausgetragen wurde. Sie fand vom 17. bis zum 20. Dezember 1992 in Dordrecht statt.

## Spielmodus
Es nahmen zwölf Mannschaften an dieser EM teil. Es gab eine Gruppenphase mit vier Gruppen à drei Mannschaften. Die Gruppensieger zogen in die KO-Phase ein und spielten den Sieger aus. Die Partiedistanz betrug zwei Gewinnsätze à 15 Punkte.
Bei Punktegleichstand wird wie folgt gewertet:
1. Matchpunkte (MP)
2. Partiepunkte (PP)
3. Mannschafts-Generaldurchschnitt (MGD)

## Turnierkommentar
Erstmals wurde mit zwölf Mannschaften gespielt. Damit fielen die Qualifikationsrunden aus. Zum zweiten Mal konnten die Niederländer den EM-Titel feiern.

## Teilnehmende Nationen
| Nation        | Spieler 1         | Spieler 2           |
| ------------- | ----------------- | ------------------- |
| Schweden      | Torbjörn Blomdahl | Michael Nilsson     |
| Dänemark      | Tonny Carlsen     | Danny Korte         |
| Deutschland A | Christian Rudolph | Maximo Aguirre      |
| Belgien A     | Koen Ceulemans    | Paul Stroobants     |
| Portugal      | Jorge Theriaga    | Mario Ribeiro       |
| Spanien       | Daniel Sánchez    | Herbon              |
| Niederlande A | Dick Jaspers      | Louis Havermans     |
| Österreich    | Christoph Pilss   | Gilbert Preissinger |
| Schweiz       | Andreas Efler     | Jan Niederlander    |
| Niederlande B | Arie Weijenburg   | Henk Habraken       |
| Belgien B     | Jozef Philipoom   | Ludo Dielis         |
| Deutschland B | Edgar Bettzieche  | Johann Schirmbrand  |

## Finalrunde

### Gruppenphase
| Platz | Nation    | MP | PP   | SP   | Pkte | Aufn | MGD   | BED   |
| ----- | --------- | -- | ---- | ---- | ---- | ---- | ----- | ----- |
| 1     | Schweden  | 4  | 12:4 | 13:6 | 251  | 176  | 1,426 | 2,142 |
| 2     | Portugal  | 2  | 6:10 | 8:10 | 216  | 187  | 1,155 | 1,875 |
| 3     | Belgien B | 0  | 6:10 | 6:11 | 171  | 169  | 1,011 | 1,692 |

| Platz | Nation        | MP | PP   | SP   | Pkte | Aufn | MGD   | BED   |
| ----- | ------------- | -- | ---- | ---- | ---- | ---- | ----- | ----- |
| 1     | Deutschland A | 4  | 14:2 | 15:6 | 291  | 245  | 1,187 | 2,307 |
| 2     | Dänemark      | 2  | 4:12 | 8:12 | 233  | 262  | 0,889 | 1,111 |
| 3     | Schweiz       | 0  | 6:10 | 7:12 | 182  | 257  | 0,708 | 1,258 |

| Platz | Nation        | MP | PP   | SP    | Pkte | Aufn | MGD   | BED   |
| ----- | ------------- | -- | ---- | ----- | ---- | ---- | ----- | ----- |
| 1     | Niederlande B | 4  | 10:6 | 13:10 | 296  | 251  | 1,179 | 2,000 |
| 2     | Deutschland B | 2  | 8:8  | 10:11 | 238  | 239  | 0,995 | 1,428 |
| 3     | Belgien A     | 0  | 6:10 | 10:12 | 255  | 240  | 1,062 | 1,375 |

| Platz | Nation        | MP | PP   | SP   | Pkte | Aufn | MGD   | BED   |
| ----- | ------------- | -- | ---- | ---- | ---- | ---- | ----- | ----- |
| 1     | Niederlande A | 4  | 14:2 | 15:4 | 256  | 187  | 1,368 | 3,000 |
| 2     | Österreich    | 2  | 6:10 | 8:10 | 194  | 164  | 1,182 | 1,875 |
| 3     | Spanien       | 0  | 4:12 | 4:13 | 162  | 156  | 1,038 | 1,500 |

### KO-Runde
Die Ergebnisse zeigen die Matchpunkte.

|  | Halbfinale (Best of 3)       | Halbfinale (Best of 3) |                 |                 | Finale (Best of 3) | Finale (Best of 3) |
|  |                              |                        |                 |                 |                    |                    |
|  | Schweden                     | 2/6:2/6:2/1,521        |                 |                 |                    |                    |
|  | Niederlande B                | 0/2:6/2:6/1,179        |                 |                 |                    |                    |
|  |                              |                        |                 |                 |                    |                    |
|  |                              |                        |                 |                 |                    |                    |
|  | Schweden                     | 0/2:6/4:6/1,529        |                 |                 |                    |                    |
|  |                              | Niederlande A          | 2/6:2/6:4/1,360 |                 |                    |                    |
|  |                              |                        |                 |                 |                    |                    |
|  | Spiel um Platz 3 (Best of 3) |                        |                 |                 |                    |                    |
|  |                              |                        | Niederlande B   | 2/6:2/7:4/1,256 |                    |                    |
|  | Deutschland A                | 0/2:6/4:6/1,219        | Deutschland A   | 0/2:6/4:7/1,149 |                    |                    |
|  | Niederlande A                | 2/6:2/6:4/1,428        |                 |                 |                    |                    |

### Abschlusstabelle Finalrunde
| MP    | Match Punkte (Sieger = 2; Unentschieden = 1; Verlierer = 0) |
| SV    | Satzverhältnis (nur bei Turnieren im Satzsystem)            |
| Pkte. | Erzielte Karambolagen                                       |
| Aufn. | benötigte Aufnahmen                                         |
| GD    | Generaldurchschnitt                                         |
| MGD   | Mannschafts-Generaldurchschnitt                             |
| BED   | Bester Einzeldurchschnitt eines Spielers                    |
| BEMD  | Bester Einzeldurchschnitt einer Mannschaft                  |
| BSD   | Bester Satzdurchschnitt eines Spielers                      |
| HS    | Höchstserie                                                 |
| WRP   | Weltranglistenpunkte                                        |

| Platz | Nation        | MP | PP    | SP    | Pkte | Aufn | MGD   | BEMD  | HS |
| ----- | ------------- | -- | ----- | ----- | ---- | ---- | ----- | ----- | -- |
| 1     | Niederlande A | 8  | 26:6  | 27:12 | 493  | 357  | 1,380 | 1,428 | 12 |
| 2     | Schweden      | 6  | 20:12 | 33:15 | 486  | 330  | 1,472 | 1,521 | 11 |
| 3     | Niederlande B | 6  | 18:14 | 22:20 | 512  | 427  | 1,199 | 1,282 | 12 |
| 4     | Deutschland A | 4  | 18:14 | 23:19 | 514  | 434  | 1,184 | 1,344 | 9  |
| 5     | Deutschland B | 2  | 8:8   | 10:11 | 238  | 239  | 0,995 | 1,080 | 8  |
| 6     | Portugal      | 2  | 6:10  | 8:10  | 216  | 187  | 1,155 | 1,150 | 10 |
| 7     | Österreich    | 2  | 6:10  | 8:10  | 194  | 164  | 1,182 | 1,442 | 13 |
| 8     | Dänemark      | 2  | 4:12  | 8:12  | 233  | 262  | 0,889 | 0,850 | 7  |
| 9     | Belgien A     | 0  | 6:10  | 10:12 | 255  | 240  | 1,062 | -     | 6  |
| 10    | Schweiz       | 0  | 6:10  | 7:12  | 182  | 257  | 0,708 | -     | 9  |
| 11    | Belgien B     | 0  | 6:10  | 6:11  | 171  | 169  | 1,011 | -     | 8  |
| 12    | Spanien       | 0  | 4:12  | 4:13  | 162  | 156  | 1,038 | -     | 11 |